# Dicliptera bupleuroides
Dicliptera bupleuroides là một loài thực vật có hoa trong họ Ô rô. Loài này được Nees mô tả khoa học đầu tiên năm 1832.